# Charrat

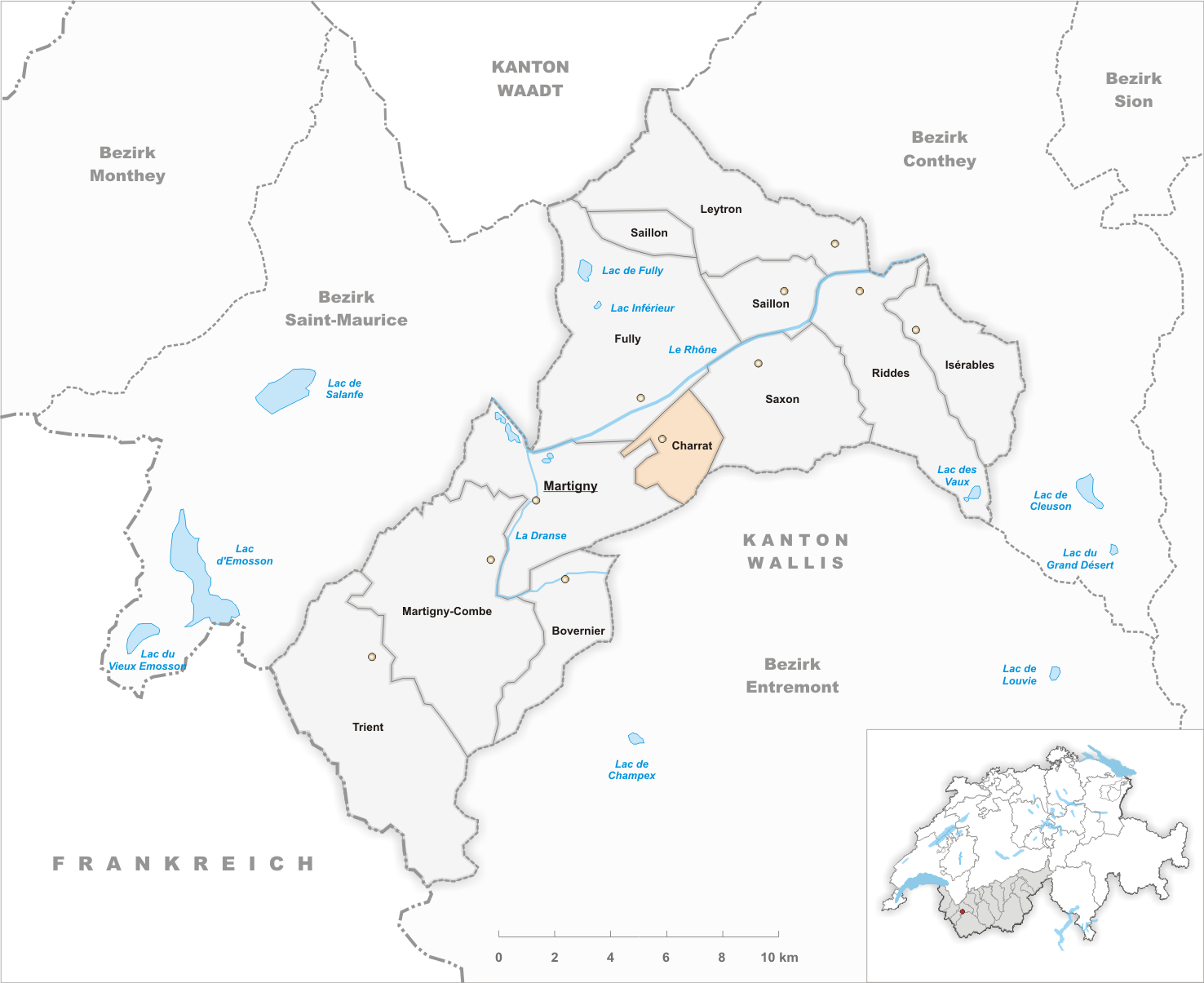
Gemeindestand vor der Fusion am 1. Januar 2021

Charrat ist eine Ortschaft in der Stadt Martigny des Bezirks Martigny im französischsprachigen Teil des Schweizer Kantons Wallis. Am 1. Januar 2021 fusionierte Charrat mit der Stadt Martigny.

## Geographie
Das Dorf Charrat liegt auf der südlichen Talseite des Rhonetals östlich von Martigny. Zur ehemaligen Gemeinde gehörten auch die Dörfer Les Chênes und Vision sowie das mehrheitlich industriell geprägte Quartier um den Bahnhof Charrat-Fully.
In der Rhoneebene sind nach der ersten Rhonekorrektion grosse Entwässerungskanäle geschaffen worden. Der Canal du Syndicat führt nördlich von Martigny zur Rhone.

## Geschichte
Jahrhundertelang gehörte Charrat zur Gemeinde Martigny; 1836 bewilligte der Kanton die Trennung und der Bildung einer eigenen Gemeinde. Diese fusionierte zum 1. Januar 2021 wieder mit der Stadt Martigny.

## Bevölkerung
| Bevölkerungsentwicklung | Bevölkerungsentwicklung | Bevölkerungsentwicklung | Bevölkerungsentwicklung | Bevölkerungsentwicklung | Bevölkerungsentwicklung | Bevölkerungsentwicklung | Bevölkerungsentwicklung | Bevölkerungsentwicklung | Bevölkerungsentwicklung | Bevölkerungsentwicklung | Bevölkerungsentwicklung |
| ----------------------- | ----------------------- | ----------------------- | ----------------------- | ----------------------- | ----------------------- | ----------------------- | ----------------------- | ----------------------- | ----------------------- | ----------------------- | ----------------------- |
| Jahr                    | 1850                    | 1900                    | 1950                    | 2000                    | 2010                    | 2011                    | 2012                    | 2013                    | 2014                    | 2015                    | 2016                    |
| Einwohner               | 341                     | 554                     | 887                     | 1081                    | 1415                    | 1523                    | 1526                    | 1552                    | 1611                    | 1666                    | 1734                    |